# 波佐見有田インターチェンジ
波佐見有田インターチェンジ（はさみありたインターチェンジ）は、長崎県東彼杵郡波佐見町にある西九州自動車道のインターチェンジである。
本項では、インターチェンジに併設するバス停留所である波佐見有田バスストップ（はさみありたバスストップ）についても記載する。

## 概要
ともに焼き物の町で知られる波佐見町と佐賀県西松浦郡有田町の県境近くにあり、どちらへ行くにも便利な位置にある。「波佐見有田」を名乗っているが、西九州道は有田町を一切経由していない。

## 道路
- E35 西九州自動車道（2番）

## 接続する道路
- 長崎県道4号川棚有田線

## 料金所
当ICには料金所は設けられておらず、武雄南IC・TBまたは佐世保三川内IC・TBで当IC - 武雄南ICまたは佐世保三川内IC間の料金を精算する。
　

## 歴史
- 1988年（昭和63年）3月24日：佐世保大塔IC - 波佐見有田IC間開通。
- 1989年（平成元年）11月30日：武雄南IC - 波佐見有田IC間開通。

## 波佐見有田バスストップ

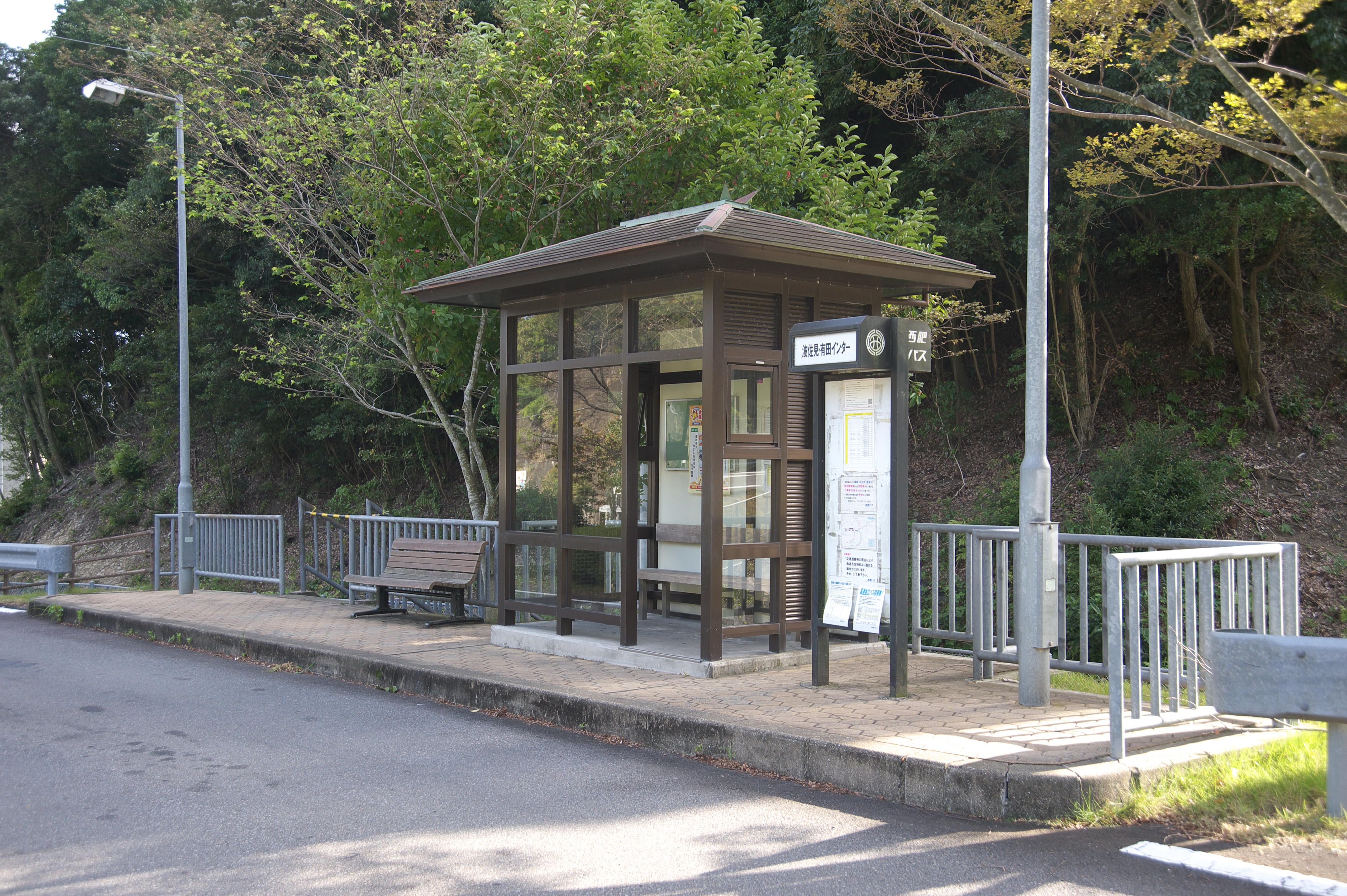
波佐見有田バスストップ

波佐見有田バスストップ（はさみありたバスストップ）は、波佐見有田インターチェンジに併設する高速バス用バス停留所である。バス事業者の間では、「波佐見有田IC（はさみありたインター）」という呼称が使われている。
停留所はインターチェンジの入口付近に設けられたバス専用道路の途中にあるため、当バス停に停車するバスはいったん本線から下りる必要がある。

### 停車する路線
九州各地と佐世保を結ぶ以下の2路線が停車する。いずれの路線も各地発の降車、佐世保発の乗車のみ対応しており、当バス停と佐世保市内方面の相互利用は不可。
| 路線愛称                                   | 運行会社                | 方面                                           |
| ------------------------------------------ | ----------------------- | ---------------------------------------------- |
| させぼ号 ※福岡空港経由便のみ停車           | 西日本鉄道 西肥自動車   | 高速基山・福岡空港・福岡（天神高速BT・博多BT） |
| （愛称名なし） ※波佐見有田IC経由便のみ停車 | 長崎県交通局 西肥自動車 | 長崎（昭和町・長崎駅前）                       |

なお、かつて運行されていた夜行便のコーラルエクスプレス号は、当バス停ではなく国道35号沿いの「有田工高前」バス停に停車していた。

## 周辺
- 歴史と文化の森公園
- 佐賀県立九州陶磁文化館
- 有田陶磁美術館
- 有田町有田内山伝統的建造物群保存地区
- 有田ポーセリンパーク
- やきもの公園・陶芸の館
- 波佐見温泉

## 隣
E35 西九州自動車道（武雄佐世保道路）
(3)佐世保三川内IC - (2)波佐見有田IC - (1)武雄南IC